# 585 Bilkis
Bilkis (asteroide 585) é um asteroide da cintura principal com um diâmetro de 58,09 quilómetros, a 2,1151298 UA. Possui uma excentricidade de 0,1296983 e um período orbital de 1 383,88 dias (3,79 anos).
Bilkis tem uma velocidade orbital média de 19,10553248 km/s e uma inclinação de 7,5572º.
Esse asteroide foi descoberto em 16 de Fevereiro de 1906 por August Kopff.